# Ivorische Fußballnationalmannschaft (U-20-Männer)
Die ivorische U-20-Fußballnationalmannschaft ist eine Auswahlmannschaft ivorischer Fußballspieler. Sie unterliegt der Fédération Ivoirienne de Football und repräsentiert sie international auf U-20-Ebene, etwa in Freundschaftsspielen gegen die Auswahlmannschaften anderer nationaler Verbände oder bei U-20-Afrikameisterschaften und U-20-Weltmeisterschaften.
Die Mannschaft qualifizierte sich bislang für fünf U-20-Weltmeisterschaften (1977, 1983, 1991, 1997 und 2003), bei denen sie aber jeweils in der Vorrunde ausschied.
Zudem wurde die Mannschaft dreimal Vize-Afrikameister (1983, 1991 und 2003).

## Teilnahme an U-20-Weltmeisterschaften
| 1977 | Vorrunde           |
| 1979 | nicht qualifiziert |
| 1981 | nicht qualifiziert |
| 1983 | Vorrunde           |
| 1985 | nicht qualifiziert |
| 1987 | nicht qualifiziert |
| 1989 | nicht qualifiziert |
| 1991 | Vorrunde           |
| 1993 | nicht qualifiziert |
| 1995 | nicht qualifiziert |
| 1997 | Vorrunde           |
| 1999 | nicht qualifiziert |
| 2001 | nicht qualifiziert |
| 2003 | Vorrunde           |
| 2005 | nicht qualifiziert |
| 2007 | nicht qualifiziert |
| 2009 | nicht qualifiziert |
| 2011 | nicht qualifiziert |
| 2013 | nicht qualifiziert |
| 2015 | nicht qualifiziert |
| 2017 | nicht qualifiziert |
| 2019 | nicht qualifiziert |
| 2023 | nicht qualifiziert |

## Teilnahme an U-20-Afrikameisterschaften
| 1979 | Achtelfinale       |
| 1981 | Achtelfinale       |
| 1983 | 2. Platz           |
| 1985 | Halbfinale         |
| 1987 | Viertelfinale      |
| 1989 | Halbfinale         |
| 1991 | 2. Platz           |
| 1993 | nicht teilgenommen |
| 1995 | nicht qualifiziert |
| 1997 | 3. Platz           |
| 1999 | nicht qualifiziert |
| 2001 | nicht qualifiziert |
| 2003 | 2. Platz           |
| 2005 | Vorrunde           |
| 2007 | Vorrunde           |
| 2009 | Vorrunde           |
| 2011 | nicht qualifiziert |
| 2013 | nicht qualifiziert |
| 2015 | Vorrunde           |
| 2017 | nicht qualifiziert |
| 2019 | nicht qualifiziert |
| 2021 | nicht qualifiziert |
| 2023 | nicht qualifiziert |